# Toby Wallace

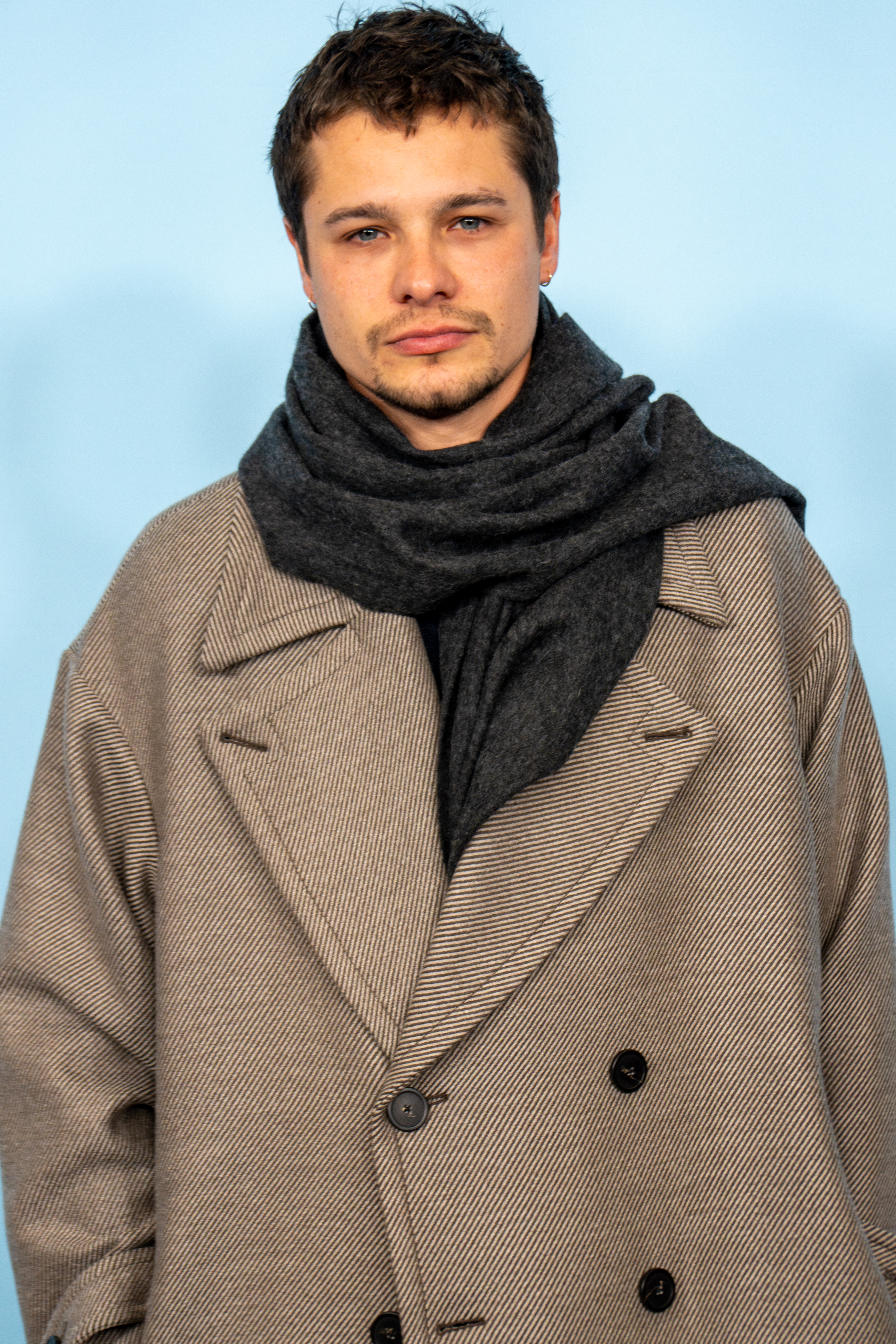
Toby Wallace (2025)

Toby Mark Wallace (* 11. November 1994 in London) ist ein australisch-britischer Schauspieler.

## Leben
Wallace verließ mit seinen Eltern im Alter von acht Jahren Großbritannien, die Familie emigrierte nach Australien. Seine erste Rolle hatte er in Lucky Country, dafür wurde er für den AFI Young Actor Award nominiert. Danach spielte er in der seit 1985 laufenden australischen Serie Nachbarn  die Rolle des Corey O’Donohue für sechs Folgen. Internationale Bekanntheit erlangte er durch die Rolle des Danny im Film Galore, der auf der Berlinale 2013 gezeigt wurde. 2019 war er in der Serie The Society zu sehen. Auf den Filmfestspielen Venedig wurde er  mit dem Preis für den besten Nachwuchsdarsteller für seine schauspielerischen Leistungen in Milla Meets Moses ausgezeichnet.

## Filmografie (Auswahl)
- 2009: Lucky Country
- 2012: Nachbarn (Neighbours, Fernsehserie, 6 Folgen)
- 2013: Die Rückkehr zur Insel der Abenteuer (Return to Nim's Island)
- 2014: The Last Time I Saw Richard
- 2016: Boys in the Trees
- 2018: Romper Stomper (Fernsehserie, 6 Folgen)
- 2019: Milla Meets Moses (Babyteeth)
- 2019: The Society (Fernsehserie, 10 Folgen)
- 2022: Pistol (Fernsehserie, 6 Folgen)
- 2023: The Bikeriders
- 2023: The Royal Hotel
- 2023: Finestkind
- 2024: Inside
- 2024: Eden
- 2025: Last Days

## Auszeichnungen
- 2019: Internationale Filmfestspiele von Venedig – Marcello-Mastroianni-Preis für Milla Meets Moses[1]